# Aph Ko
Pour les articles homonymes, voir Ko.
Aph Ko est une écrivaine américaine, une activiste végane et une productrice de médias numériques.
Elle est l'autrice de Racism as Zoological Witchcraft: A Guide to Getting Out (2019), co-autrice de Aphro-ism: Essays on Pop Culture, Feminism, and Black Veganism from Two Sisters (2017), et créatrice du site Black Vegans Rock.

## Biographie

### Enfance et formation
Ko a une sœur aînée, Syl Ko. Ko devient végétarienne au lycée[Laquelle ?]. Elle est titulaire d'une licence en études féminines et de genre et d'un master en communication et études médiatiques.

### Black Vegans Rock
Agacée que l'idée reçue veuille que seules les personnes blanches soient véganes, Ko créé une liste de 100 véganes noires et un site web, Black Vegans Rock,.
Le Huffington Post note en 2016 que « la recherche de l'expression « personnes humaines » sur Google donne d'innombrables images, principalement de jeunes blancs souriants » et que la première image d'une personne racisée est une photo d'une enfant affamée sous-titrée « Quand tu manges de la viande, elle ne mange pas », qui présente la question comme celle du privilège des riches blancs.
Ko veut que la liste et le site Web « changent le récit dominant » selon lequel le véganisme n'est pas fait pour les personnes noires.
En 2019, PETA déclare sur son site que Ko « a sans doute fait plus pour donner une voix aux véganes noirs que tout autre média aujourd'hui ».

### Livres
Elle est l'autrice de Racism as Zoological Witchcraft: A Guide to Getting Out. En 2021, la revue francophone en ligne L'Amorce publie une critique de son livre.
Elle est co-autrice avec sa sœur, Syl Ko, de Aphro-ism: Essays on Pop Culture, Feminism, and Black Veganism from Two Sisters. Selon Black Youth Project, « Les sœurs Ko soutiennent que l'animalité est un concept eurocentrique qui a contribué à l'oppression de tout groupe qui s'écarte de la manière d'être idéale selon la suprématie blanche - l'Homo sapiens blanc ». En 2018, la revue L'Amorce publie également une critique de ce livre, écrite par Dalila Awada.

## Prises de position
Ko pense que « le racisme utilise l'animalité comme un véhicule pour opprimer tout être vivant qui n'est pas considéré comme « humain » ». Elle s'oppose aux comparaisons courantes entre l'exploitation animale et l'asservissement des humains,.

## Prix et distinctions
- 2015 : Anti-Racist Changemaker of the Year Award, Sistah Vegan Project[5]